# Rodrigo Lastra
Rodrigo Lastra (19 de junio de 1991) es un deportista mexicano que compitió en tiro con arco, en la modalidad de arco recurvo. Ganó una medalla de bronce en el Campeonato Mundial de Tiro con Arco en Sala de 2009, en la prueba por equipo.

## Palmarés internacional
| Campeonato Mundial en Sala | Campeonato Mundial en Sala | Campeonato Mundial en Sala | Campeonato Mundial en Sala |
| Año                        | Lugar                      | Medalla                    | Prueba                     |
| -------------------------- | -------------------------- | -------------------------- | -------------------------- |
| 2009                       | Rzeszów (Polonia)          | Medalla de bronce          | Equipo                     |